# Janusz Kurtyka
Janusz Kurtyka (13. srpna 1960 Krakov – 10. dubna 2010) byl polský historik, který stál v letech 2005–2010 v čele polského Ústavu národní paměti (Instytut Pamięci Narodowej).
Zahynul při letecké nehodě u Smolenska spolu s polským prezidentem a dalšími předními osobnostmi země. Posmrtně obdržel Velkokříž řádu znovuzrozeného Polska (Krzyż Wielki Orderu Odrodzenia Polski).